# 城北街道 (吕梁市)
城北街道，是中华人民共和国山西省吕梁市离石区下辖的一个乡镇级行政单位。

## 行政区划
城北街道下辖以下地区：
前赵家庄村、后赵家庄村、下安村、大中局村、牛家山村、王家沟村、李家沟村、沙麻沟村、苏家崖村、菁蒿焉村、白草焉村、娘娘庙村和长大局村。